# Pterocuma sowinskyi
Pterocuma sowinskyi is een zeekommasoort uit de familie van de Pseudocumatidae. De wetenschappelijke naam van de soort is voor het eerst geldig gepubliceerd in 1894 door Sars.